# 사화로
사화로(Sahwa-ro)는 창원시 의창구 동정동에서 명서동을 잇는 창원시의 간선도로이다. 2010년 1월 18일 사화로에서 우곡로를 연결하는 사화로407번길이 개통되었다.

## 주요 경유지
- 창원역 ~ 극동아파트 ~ 서상교 ~ 창원화훼단지 ~ 창원파티마병원